# 梁儼然

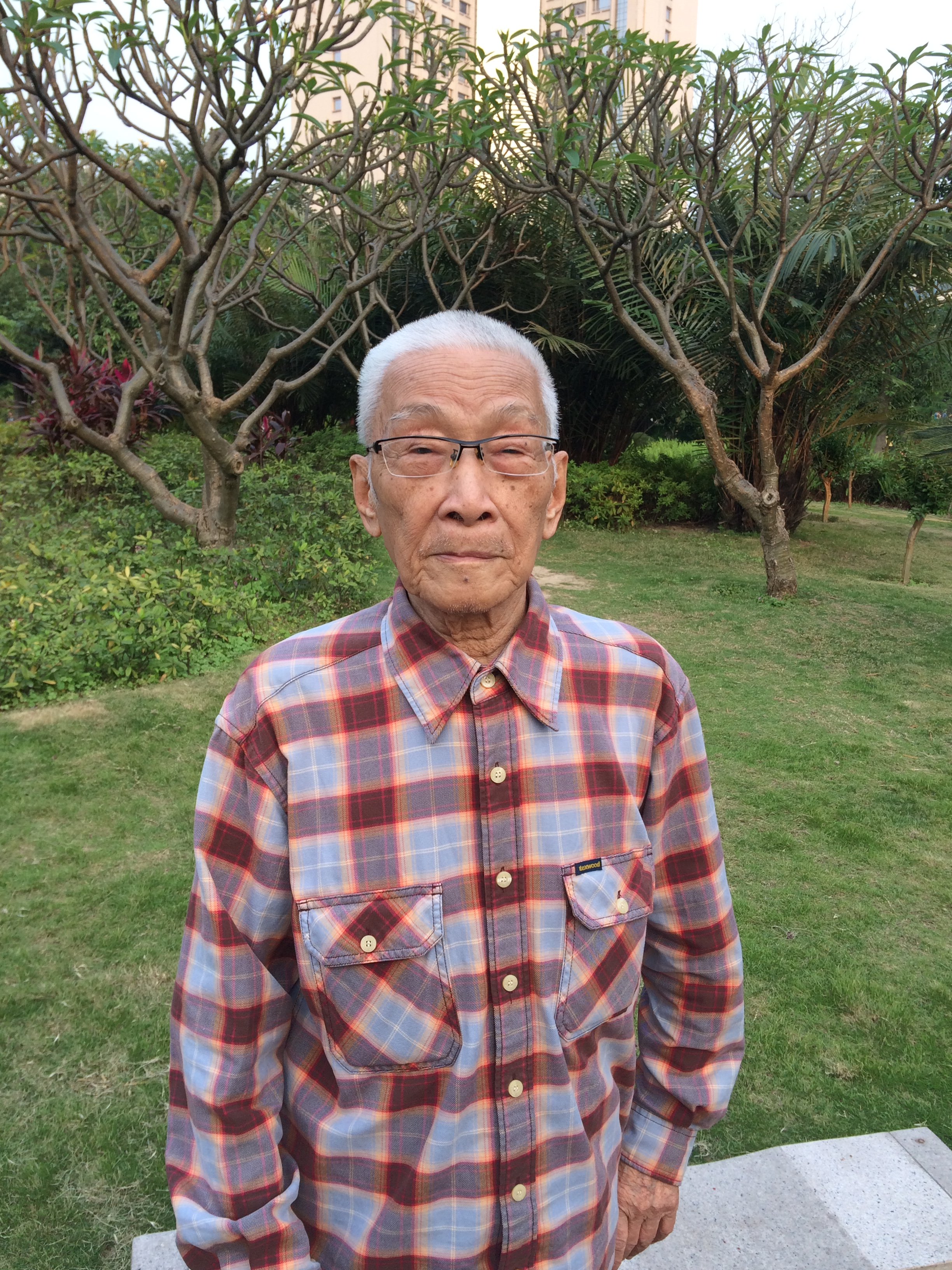
梁儼然，攝於二零一五年

梁儼然（1916年—），原名梁松生，常被尊稱為“白雲山詩翁”，“西關活掌故”，“西關才子”。廣東鶴山人，原為廣東楹聯學會副會長，廣東粵劇八和聯誼會藝術顧問、廣州新聞學會會員，作家協會會員，廣州越秀區文聯特約顧問、廣州荔灣區政協特約委員、《越秀文藝》主編。戰前任港報記者，十月詩社發起人之一，主編《詩與木刻周刊》、《電影與戲劇月刊》；抗戰勝利後在中國《廣州日報》、《中國日報》工作。解放後任市總工會職校行政及教育工作。一九七九年退休，後從事文史研究工作。 曾任多屆中國人民政治協商會議（廣州市荔灣區第九屆、第十屆、第十一屆委員會）委員。

## 生平

### 1916-1933
1916年，梁儼然於廣州出世。九歲時，就讀于道隆學塾，於清舉人羅奕章、馮伯祺及秀才伍銘南等老先生門下。後來又受到五四運動的影響，對新文學產生濃厚興趣，兼讀英文學校，兼修西洋文學，創作了不少新詩。

### 1934-1936
1934年，梁儼然開始從事文藝工作，并常常投稿給廣州《民國日報》、《民族日報》等副刊。在九一八事變、一二八事變影響下，梁儼然參加抗日組織及廣州藝術工作者協會，以文章宣傳救國，當時發表的詩文作品有：長篇小說《叱咤染儒錄》，詩歌《三月的黃花》、《雄絕天險的珠江口》、《江濱風雲錄》等。

### 1937-1945
1938年，日本侵略者全面入侵廣州，廣州淪陷，梁儼然撤退到香港，并擔任《香港晚報》記者。同年，梁儼然先生與馮明之、陳子殷等人創建十月詩社，十月詩社刊物有《十月詩刊》、《詩與木刻周刊》。直到1941年，日本入侵香港，才回到中國內地，抗戰勝利後，便擔任《中國日報》、《廣州日報》採訪主任、總務主任等職。

### 1946-1949
1948年，梁儼然為香港電影公司編寫電影戲劇材料。

### 1950-1958
解放後，1950年梁儼然回到廣州，并在廣州市總工會職工學校從事行政及教育工作。曾于六間職校擔任教導主任：荔灣工人夜校、荔灣第一職工學校、廣州第三十一職校等。

### 1959-1979
1959年，梁儼然調任荔灣區教育局工作。整風運動後，因病在家休養，潛心研究文學。中國共產黨的十一屆三中全會落實政策，得文史館梁若塵、廣州日報社黃永湛等同志推薦，參加新聞學會會議，協助整理新聞史料，助編廣州新聞史。1979年，在荔灣區教育局辦退休。

### 1979-目前
於1979年退休後，梁儼然任廣東楹聯學會副會長，兼《越秀文藝》、《嶺南松濤》詩刊、《聯海論壇報》主編。因文學交流的緣故，與已故的著名作家秦牧、陳蘆荻、趙元浩及翻譯家、教育家李育中是很要好的朋友。

## 相關著作

### 地區名勝、歷史

#### 廣州西關
- 《城西舊事》[6]
- 《西關食林話舊》[7]
- 《荔灣風情》
- 《羊城里巷遺聞》
- 《五仙傳說》[8]

#### 廣州白雲山
- 《白雲山探勝錄》
- 《白雲詩稿》[9]
- 《白雲山人物誌》[10]
- 《白雲山說古》

#### 廣東鶴山
- 《雁嶺坡亭》[11]
- 《鶴山碑刻集》

#### 廣東西樵山
- 《西樵山之什》

### 詩詞

#### 梁儼然作品集
- 《歷史的熒光（梁儼然詩文選）》[12]
- 《梁儼然百花詩卷》[13]
- 《梁儼然隨筆與雜鈔》[14]
- 《梁儼然詩集》
- 《梁儼然詩文選》
- 《儼然新詩》
- 《儼然筆華》

#### 中國詩研究
- 《中國詩精選》[15]
- 《新詩與金曲》[16]
- 《詩壇舊事》[17]
- 《中國歷代詩精選》

##### 詩史研究
- 《中國詩史研究提綱》[18]

#### 學詩教程
- 《學詩初步》
- 《詩學教程》
- 《詞學常識》

#### 新詩
- 《新詩選（一）（二）》
- 《新詩選》
- 《新詩品匯》

#### 詩詞選（雜文）
- 《清秀之音》[19] -題意為清朝閨秀（詩詞）的知音
- 《報海詩風》-廣州市抗戰時報館編輯的詩
- 《六家詞選》[20]
- 《蓮香集》[21] -明朝女詩人張喬的作品整理
- 《花越秀》[22]
- 《越秀詩詞選》
- 《越秀詩詞聯選》
- 《詩海浪花》
- 廣東詩人詩選

##### 悼亡詩
- 《悼念》

### 楹聯
- 《梁儼然楹聯集-全國書法名家書梁儼然楹聯作品集》[23]
- 《新狀態文集-梁儼然對聯集》[24]
- 《梁儼然對聯集（共三部）》[25]
- 《梁儼然楹聯三集》[26]
- 《梁儼然對聯續集》
- 《瘗夢錄》

### 粵劇
- 《粵劇詩情》[27]
- 《粵劇梨園舊典》[28]
- 《粵劇漫談》[29]
- 《粵劇在西關》
- 《粵曲拾遺》[30]

### 影視
- 《影壇憶舊》[31]
- 《電影回顧（20世紀1920-1950）》[32]

### 廣州市（荔灣區）、鶴山市編寫的梁儼然事跡
- 《梁儼然掌故人生》[33]
- 《梁儼然作品簡介》[34]
- 《嶺表餘暉尚儼然》[35]

### 書信集
- 《梁儼然文友書信集》[36] - 各地名人與梁儼然書信來往集，包括作家秦牧、詩人盧荻、文史館長梁若塵、經濟學教授趙元浩、地理專家曾昭璇、中山大學名教授黃天驥

### 話舊事
- 《烽塵舊事》[37] - 紀念抗戰前名人事跡
- 《讀古識變（梁儼然選輯）》

## 資料來源
1. ↑  撰文： 金叶； 摄影： 黎旭阳. . 广州日报. 2008-05-18: B疊（16版）  [2015-04-15]. （原始内容存档于2016-03-04） （中文（中国大陆））.
2. ↑  作 者： 金 叶； 摄 影：黎旭阳. . 大洋網. 2008-10-06  [2015-04-15]. （原始内容存档于2016年3月4日） （中文（中国大陆））.
3. ↑  袁建華. . 中國廣州: 花城出版社. : 427–438 （中文（中国大陆））.
4. ↑  编辑： 涛声依旧. . 主办：中共广州市委宣传部. 2006年12月11日 （中文）.[永久]
5. ↑  廣州市荔灣區政協學習和文史資料委員會. . 中國廣州: 廣東人民出版社. 2013: 242–251. ISBN 978-7-218-07913-4 （中文（中国大陆））.
6. ↑   梁儼然著；廣州荔灣區政協學習和文史資料委員會、廣州荔灣區文化局、荔灣區博物館合編. . 北京: 北京：作家出版社. 2000-5. ISBN 7-5063-1880-6 （中文（中国大陆））.
7. ↑  梁儼然. . 廣州市荔灣區: 廣州市荔灣區政協 （中文（中国大陆））.
8. ↑  廣州市越秀區文聯；廣東中華民族文化促進會 嶺南文庫編輯委員會合編. . 廣東: 廣東人民出版社 （中文（中国大陆））.
9. ↑  梁儼然著 主編：廣州市白雲山風景名勝區管理局.  （中文（中国大陆））.
10. ↑  梁儼然著 主編：廣州市白雲山風景名勝區管理局.  （中文（中国大陆））.
11. ↑  梁儼然著. . 鶴山市: 鶴山市文化局 （中文（中国大陆））.
12. ↑  主編：黃建榮 宋曉咏. . 中國廣東省鶴山市: 鶴山市文化廣電新聞出版局；鶴山市文學藝術界聯合會. 2010年 （中文（中国大陆））.
13. ↑   梁儼然著. . 遠方出版社. 2001-9. ISBN 7-80595-675-8 （中文（中国大陆））.
14. ↑   梁儼然著. . 銀河出版社. 2006-2. ISBN 962-475-635-X （中文（中国大陆））.
15. ↑  梁儼然編著.  （中文（中国大陆））.
16. ↑  梁儼然編著. . 廣州 （中文（中国大陆））.
17. ↑  梁儼然著. . 荔灣區文聯刊印 （中文（中国大陆））.
18. ↑  梁儼然著. . 廣州 （中文（中国大陆））.
19. ↑  梁儼然選編 韋成雲主編. . 鶴山市: 鶴山市文化局 （中文（中国大陆））.
20. ↑  梁儼然選著. . 鶴山市: 廣東鶴山市文聯 （中文（中国大陆））.
21. ↑   張喬；主編：黃淼章；梁儼然整理. . 國際炎黃文化出版社. 2007-8. ISBN 962-8839-17-9 （中文（中国大陆））.
22. ↑  梁儼然編著；主編：黃梅華. . 廣州市越秀區: 廣州市越秀區文聯編印 （中文（中国大陆））.
23. ↑   梁儼然著. . 中國文藝家出版社. 2018-11. ISBN 9 78-988-8539-79-6 （中文（中国大陆））.
24. ↑   梁儼然著. . 人民日報出版社. 2004-3  [2015]. ISBN 7-80153-780-7 （中文（中国大陆））.
25. ↑  梁儼然.  （中文（香港））.
26. ↑  郭蕓生編.  （中文（香港））.
27. ↑   梁儼然著. . 中華古籍出版社. 2019. ISBN 9 78-988-8588-15-2 （中文（中国大陆））.
28. ↑   梁儼然編著；佛山市圖書館主編. . 國際炎黃文化出版社. 2007-8. ISBN 962-8839-26-8 （中文（中国大陆））.
29. ↑  梁儼然著. . 廣州市越秀區: 越秀區文聯 （中文（中国大陆））.
30. ↑  秦, 田. . 《南國紅豆》. 2005, 3.
31. ↑  梁儼然著；主編：黃梅華. . 廣州市: 廣州市越秀區文聯 （中文（中国大陆））.
32. ↑   梁儼然著. . 環球文化出版社(THE EARTH CULTURE PRESS). ISBN 978-0-9637599-6-5 请检查|isbn=值 (帮助) （中文（中国大陆））.
33. ↑  鄭幼文. . 廣州市荔灣區: 中華文化出版社 （中文（中国大陆））.
34. ↑  黃建榮. . 中國廣東省鶴山市: 鶴山市文化廣電新聞出版局. 2009年: 1–13  [2015-04-15]. （原始内容存档于2015-04-15） （中文（中国大陆））.
35. ↑  宋曉咏. . 廣東省鶴山市: 香港金陵書社出版公司 （中文（中国大陆））.
36. ↑  主編：呂鉊強；執行主編：韋成云；編校：譚寶娟 池樺. . 中國廣東省鶴山市: 鶴山市檔案局. 2011年9月 （中文（中国大陆））.
37. ↑   梁儼然著. . 北京: 北京：中國工人出版社. 2002-12. ISBN 7-5008-2489-0 （中文（中国大陆））.